# Tencent Games
Tencent Games (Chinees: 腾讯 游戏, pinyin: Téngxàn Yóuxì) is een Chinees computerspelontwikkelaar en bedrijfsonderdeel van Tencent.

## Beschrijving
Tencent Games is in 2003 opgericht en richt zich op online computerspellen voor smartphones en pc's. In augustus 2018 werd het wereldwijd de grootste producent van online games.
Er zijn vier interne ontwikkelstudio's, dit zijn TiMi Studios, Lightspeed & Quantum Studio, Aurora Studio en Morefun Studio. Hier ontwikkelt men browserspellen en spellen voor smartphones, hoofdzakelijk voor de Chinese markt.
Het bedrijf bezit een grootaandeel in Grinding Gear Games, Miniclip, Riot Games en Supercell. Daarnaast zijn er ook minderheidsaandelen in onder meer Activision Blizzard, Epic Games, Paradox Interactive, Robot Entertainment en Ubisoft.

## Ontwikkelde spellen
Een lijst van enkele commercieel succesvolle spellen:
- Alliance of Valiant Arms
- ArcheAge
- Arena of Valor
- Call of Duty: Mobile
- CrossFire
- Dungeon Fighter Online
- League of Legends
- Pokémon UNITE
- PUBG Mobile
- Honor of Kings
- Xuan Dou Zhi Wang